# FC Gintra
El FC Gintra es un club lituano de fútbol femenino de Siauliai, fundado en 1999. Juega en la 1.ª división lituana, viste de amarillo y negro, y su estadio es el Municipal de Siauliai.

## Historia
En 1999 dos clubes de hockey hielo de Siauliai, el Gintra y el HFTC fundaron un equipo conjunto de fútbol para sus jugadoras. Desde 2002 es financiado por la Universidad de Siauliai, de ahí su segundo nombre.
El Gintra ganó su primera liga en su debut. Desde 2003 ha dominado la liga lituana por completo, con once títulos consecutivos a fecha de 2013. Por lo tanto ha sido un fijo en la fase previa de la Liga de Campeones desde 2004. En la temporada 2014-15 se clasificó por primera vez para los dieciseisavos de final.

## Títulos
- 23 ligas: 1999, 2000, 2003, 2004, 2005, 2006, 2007, 2008, 2009, 2010, 2011, 2012, 2013,  2014, 2015, 2016, 2017, 2018, 2019, 2020, 2021, 2022, 2023, 2024
- 12 copas: 2005, 2006, 2007, 2008, 2009, 2010, 2011, 2012, 2013, 2014, 2015, 2016

## Jugadoras

### Jugadoras famosos
- Florence Ajayi
- Laetitia Chapeh
- Ana Alekperova